# Scaptius pygmaena
Scaptius pygmaena är en fjärilsart som beskrevs av Rothschild 1935. Scaptius pygmaena ingår i släktet Scaptius och familjen björnspinnare. Inga underarter finns listade.